# Carrozzeria Paolo Fontana

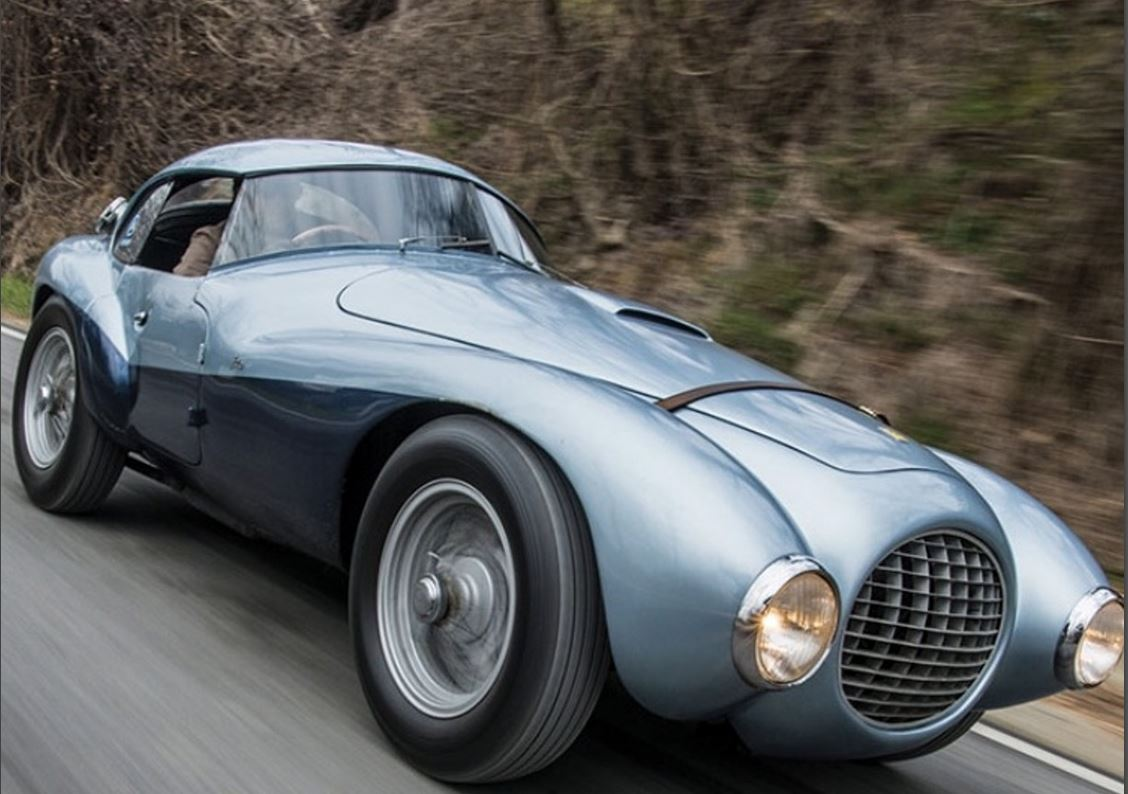
Der bekannteste Personenwagen, den die Carrozzeria Paolo Fontana eingekleidet hat, der Ferrari 166/212 MM Fontana Berlinetta „l’Uovo“ mit der Chassisnummer 024MB von 1950 nach einem Entwurf des Bildhauers Reggiani

Carrozzeria Paolo Fontana, kurz Carrozzeria Fontana oder nur Fontana, ist ein ehemaliges italienisches Karosseriebauunternehmen aus Padua. Bekannt ist es vor allem durch seine einzelgefertigten Sportwagen-Karosserien auf Ferrari-Chassis Anfang der 1950er-Jahre.

## Unternehmensgeschichte
Das Unternehmen Carrozzeria Paolo Fontana aus Padua hat eine lange Familientradition, die bis in die Mitte des 19. Jahrhunderts zurückreicht.
Im Jahr 1858 gründete Antonio Fontana in Padua einen Betrieb zur Herstellung von Fuhrwerken und Kutschenaufbauten. Mit seinem Tod ging das Unternehmen 1872 auf seine Söhne Pietro und Francesco über; letzterer zog sich aber bald darauf aus dem Betrieb zurück. Schon Pietro Fontana leitete den Übergang von Fahrzeugen, die durch Tiere gezogen wurden, zu motorbetriebenen ein. Der Unternehmer starb jedoch früh; der Betrieb ging zunächst auf seine Ehefrau über und kurz darauf auf den einzigen Sohn Antonio. Er fokussierte sich auf den Karosseriebau und änderte die Firmierung im weiteren Verlauf zu Carrozzeria per Automobili A. Fontana. Das Unternehmen überstand die wirtschaftlich schwierigen Zeiten während der beiden Weltkriege. Im Betrieb arbeiteten auch die beiden Söhne von Antonio Fontana, Paolo und Pietro. Der ältere übernahm den Betrieb, firmierte ihn in Carrozzeria Paolo Fontana um und führte ihn bis in die 1980er-Jahre fort.
Bekanntheit erlangte der Karosseriebaubetrieb kurz nach dem Zweiten Weltkrieg. Paolo und Pietro Fontana kamen in Kontakt mit den vier rennfahrenden Brüdern der Unternehmerfamilie Marzotto, die durch Bekleidungsunternehmen in Italien (heute: Marzotto Group) zu Reichtum gelangt war. Enge Beziehungen entstanden insbesondere zu Conte Giannino Marzotto (1928–2012) und Vittorio Marzotto (1922–1999), die zeitweilig als Werksfahrer für das Ferrari-Werksteam Scuderia Ferrari fuhren und vorübergehend das eigene Motorsportteam Scuderia Marzotto SpA in Valdagno in der Provinz Vicenza unterhielten. Zwischen Ende 1949 und August 1952 kleidete die Carrozzeria Fontana im Auftrag der Brüder Marzotto insgesamt vier Ferrari-Rennsportwagen mit verschiedenen neuen, zumeist offenen Karosserien ein, eines davon gleich viermal binnen 17 Monaten.
Den Fontana-Ferraris kommt unter mehreren Gesichtspunkten eine besondere Bedeutung in der Motorsportgeschichte zu. Sie gewannen Rundstrecken- sowie mehrfach Bergrennen und erzielten vordere Platzierungen bei traditionsreichen Rennen wie der Mille Miglia, der Coppa delle Toscana und dem Giro delle Calabrie, der Coppa d’Oro delle Dolomiti, der Targa Florio und dem Giro di Sicilia; ferner traten sie auch bei verschiedenen Großen Preisen mit internationaler Beteiligung an, so denen von Rom, Modena, Pescara und Bari, von Paris, Monaco, Portugal und auf der AVUS. Besondere Aufmerksamkeit erlangten einzelne Fahrzeuge auch durch die Zusammenarbeit mit dem Bildhauer und Designer Franco Reggiani, namentlich bei dem ungewöhnlichen Ferrari 166/212 MM Berlinetta „l’Uovo“ mit der Chassisnummer 024MB. Ferner schuf Fontana den ersten bekannten Ferrari Shooting Break mit kombiartigem Heck. Im Einzelnen arbeitete Fontana an folgenden Ferrari-Rennsportwagen:
- Ende 1949: Ferrari 166 Inter (012I), Austausch der Ansaloni Spyder Corsa- gegen eine Barchetta-Karosserie, modifiziert und restauriert bis heute erhalten;
- 1950 (2. Jahreshälfte): Ferrari 166 MM (024MB), Austausch der Touring Barchetta- gegen eine von Reggiani entworfene Berlinetta-Karosserie, restauriert bis heute erhalten;
- März 1951: Ferrari 212 Export (0086E), Spyder-Karosserie „Carretto Siciliano“ (Erstausrüstung); nicht erhalten (im Mai 1951 durch eine Vignale Spyder-Karosserie ersetzt);
- Herbst 1951: Ferrari 212 Export (0086E), Umbau der Vignale Spyder-Karosserie zu einem „Shooting Break“; nicht erhalten;
- 1951/52: Ferrari 212 Export (0086E), Austausch der Shooting-Break- gegen eine Spyder-Karosserie mit eingezogenen Flanken; nicht erhalten;
- 1951/52: Ferrari 275S/340 America (0030MT), Austausch der Touring Barchetta- gegen eine Spider-Karosserie, nicht erhalten (1954/55 durch eine Scaglietti Spider-Karosserie ersetzt);
- August 1952: Ferrari 212 Export (0086E), Austausch der Spyder-Karosserie mit eingezogenen Flanken gegen eine konventionelle Spyder-Karosserie; modifiziert und restauriert bis heute erhalten.

Die Carrozzeria Paolo Fontana gehörte damit zu den zahlreichen unabhängigen Karosserieherstellern, die Anfang der 1950er-Jahre in die Fertigungsprozesse einbezogen wurden, als Ferrari die Serienproduktion von Personenwagen ausweitete. Die Fokussierung auf leichte kompakte Aufbauten für den Motorsport in weitgehender Handarbeit ähnelt derjenigen der Carrozzeria Motto von Rocco Motto aus Turin, wo in etwa zur gleichen Zeit vier Motto-Ferraris als Einzelstücke entstanden. Mit der Auflösung ihres Rennstalls durch die Brüder Marzotto und der Einstellung ihrer Motorsportaktivitäten Mitte der 1950er-Jahre verlor die Carrozzeria Paolo Fontana ihren maßgeblichen Auftraggeber. Den Platz von Motto und Fontana nahm ab 1954 Sergio Scaglietti mit seinem Unternehmen Carrozzeria Scaglietti aus Modena ein, der ab der Chassisnummer 0440M zu Ferraris bevorzugtem Karosseriebauer für Rennsportwagen-Aufbauten wurde.
Die Carrozzeria Fontana spezialisierte sich im weiteren Verlauf auf die Serienfertigung von Leichtmetall-Hardtops für verschiedene zeitgenössische Personenwagen mit Faltverdeck wie den Lancia Aurelia B24 Spider und den Fiat 1500 Spider. Zuletzt lag der Tätigkeitsschwerpunkt auf Unfall-Reparaturen und der Restaurierung älterer Fahrzeuge.
Eine Verbindung zu den Karosseriebaubetrieben Carrozzeria Baldassarre Fontana (1891–1929) bzw. dem Nachfolger Fontana e Pietroboni (1929–1939), jeweils in Bassano del Grappa, sowie zu Fontana Pietro (seit 1956 in Calolziocorte) ist nicht bekannt.
Alle vier von Fontana bearbeiteten Ferrari haben in aufwendig restaurierter Form bis heute überdauert, in einem Fall seit vielen Jahrzehnten mit einer Scaglietti-Karosserie. Drei der vier Fahrzeuge erzielten bei Auktionen im 21. Jahrhundert Verkaufserlöse in Höhe von rund einer bis knapp acht Millionen Euro; für das vierte sind bislang keine aktuellen Verkaufspreise bekannt geworden.

## Paolo Fontana als Motorsportler
Vereinzelt trat Paolo Fontana auch als Motorsportler in Erscheinung.
Am 23. April 1950 war er der Beifahrer des Fahrzeugeigners Vittorio Marzotto bei der Mille Miglia. Es war der erst zweite Renneinsatz des Ferraris mit der Chassisnummer 012I, nachdem er durch Paolo Fontana zum 166/195 Inter Fontana Barchetta umgebaut worden war. Mit der Startnummer 722, ein Hinweis auf die Startzeit um 7:22 Uhr, erreichte das Duo den 6. Platz in der Klasse der Sportwagen über 2,0 Liter Hubraum und den 9. Rang im Gesamtklassement.
Am 1. April 1951 war Paolo Fontana Copilot beim XI. Giro di Sicilia, erneut im Team mit Vittorio Marzotto. Es war der erste Renneinsatz des Ferrari 212 Export mit der Chassis- und Motornummer 0086E, zugleich der einzige mit der als „Carretto Siciliano“ bezeichneten Spyder-Karosserie von Fontana. Beiden gelang nicht nur der Klassensieg bei den Sportwagen über 2,0 Liter Hubraum, sondern sogar der Gesamtsieg.
Für den Zeitraum 1947 bis 1953 sind weitere sechs Motorsportauftritte Fontanas auf Fiat, Ferrari und Lancia dokumentiert.

## Die einzelnen von Fontana karossierten Fahrzeuge

### Ferrari 166 Inter Fontana Barchetta, 012I

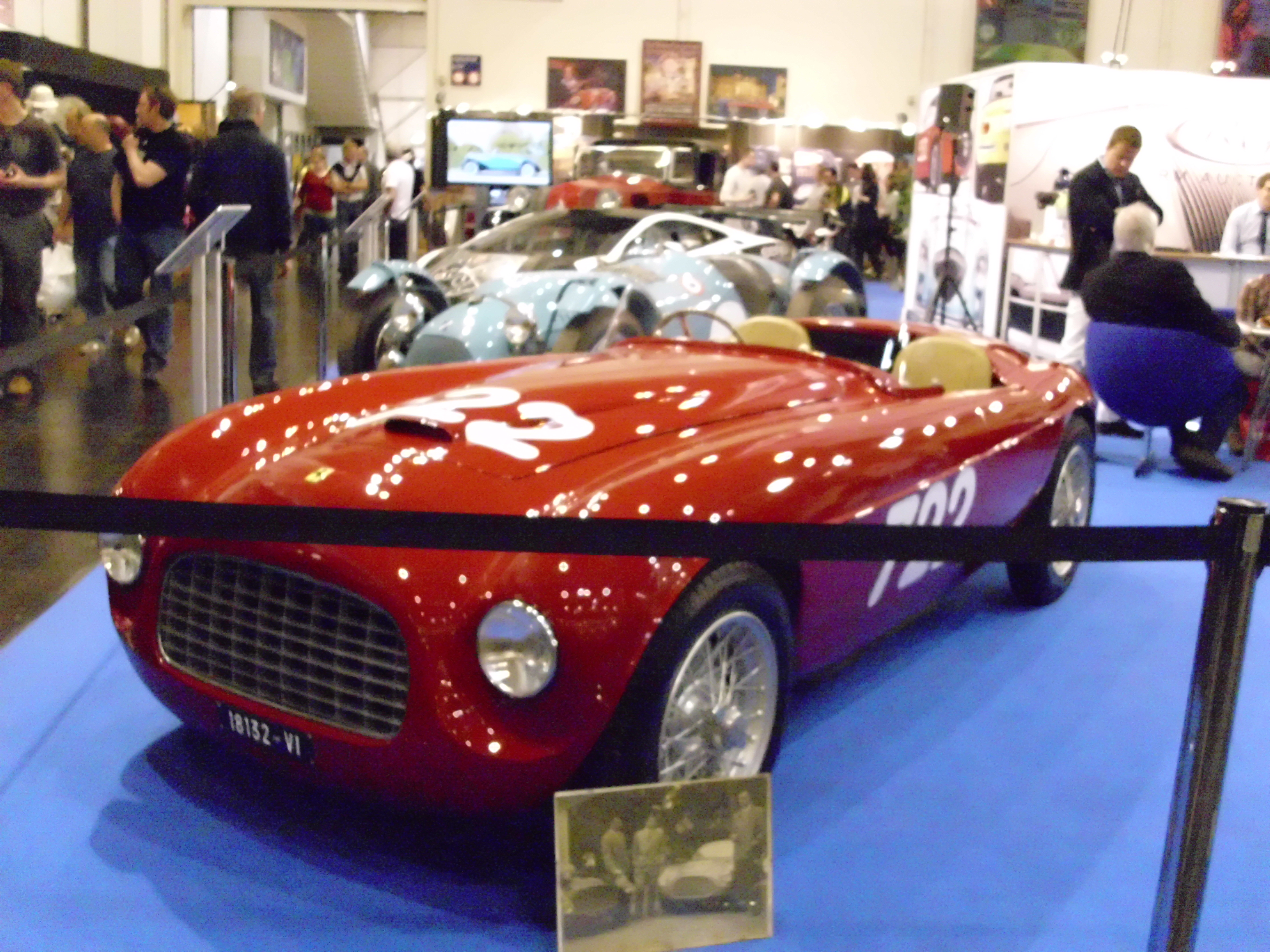
Der Ferrari 166 Inter Fontana Barchetta, ausgestellt 2012 auf der Messe Techno-Classica in Essen

Der erste von Fontana karossierte Ferrari hatte die Chassisnummer 012I. Die Fontana-Karosserie erhielt er Ende 1949 und er trägt sie in modifizierter sowie restaurierter Form bis heute.

#### Vorgeschichte: 1948/49 alsAnsaloni Spyder Corsader Scuderia Ferrari sowie unter Bracco
Im Mai 1948 hatte Ferrari das Fahrzeug mit der Chassisnummer 012I als 166 Inter Ansaloni Spyder Corsa an die hauseigene Rennsportabteilung Scuderia Ferrari ausgeliefert, also als zweisitzigen Rennsportwagen mit freistehenden Rädern und schmalen, motorradartigen Kotflügeln. Zwischen Juli 1948 und April 1949 absolvierte er sechs Werkseinsätze unter den Fahrern Bruno Sterzi, Giovanni Bracco und Umberto Maglioli. Größte Erfolge waren der zweite Gesamtrang von Sterzi bei der Coppa Acerbo in Pescara im August 1948 sowie der Klassensieg von Bracco bei dem Bergrennen Coppa Gallenga von Vermicino auf den Rocca di Papa im November 1948. Im April 1949 startete Bracco mit dem zweisitzigen Spyder sogar beim Großen Preis von San Remo, der auch für Formel-1-Rennwagen ausgeschrieben war, und wurde Sechster im Gesamtklassement; hingegen waren Bracco und Maglioli im Monat zuvor beim IX. Giro di Sicilia ausgeschieden. Für die weitere Saison 1949 erwarb der Rennfahrer Bracco den Spyder Corsa von der Scuderia Ferrari und gewann schließlich die Italienische Meisterschaft. Zwar war er mit seinem Copiloten Maglioli im April bei der Mille Miglia ausgeschieden, sicherte sich die Meisterschaft jedoch mit Siegen bei den Bergrennen Varese – Brinzio, Como – Lieto, Varese – Campo dei Fiori und Pontedecimo – Giovi.

#### Erwerb durch Marzotto, Umbau durch Fontana und Renneinsätze 1949–52
Noch 1949 erwarb Vittorio Marzotto das bereits mehrfach modifizierte und nach einem zwischenzeitlichen Rennunfall wieder instand gesetzte Fahrzeug; er ließ es von Paolo Fontana mit einer rot lackierten zweisitzigen Barchetta-Karosserie im Pontonstil neu einkleiden und 1950 mit einem neuen Zwölfzylinder-V-Motor mit gut 2,3 statt 2,0 Liter Hubraum ausstatten. Der erste Renneinsatz mit Fontana-Karosserie war am 2. April 1950 der X. Giro di Sicilia, zugleich die 34. Targa Florio unter Giannino Marzotto und Marco Crosara; sie gaben das Rennen jedoch auf, um dem kurz zuvor gestarteten und verunglückten Fahrer Fabrizio Serena zu helfen. Zwei Wochen später schloss sich der erfolgreiche Einsatz bei der Mille Miglia unter Vittorio Marzotto und Paolo Fontana an, ferner Siege von Bracco bei den Bergrennen Parma–Poggio di Berceto und Susa–Moncenisio sowie von Vittorio Marzotto bei Treponti–Castelnuovo.
Für die Saison 1951 ließ Vittorio Marzotto einen Motor mit 2,5 Liter Hubraum montieren und ein Leichtmetall-Hardtop aufsetzen. In dieser Konfiguration steuerte Eugenio Castellotti mit einem Copiloten den Fontana-Ferrari beim XI. Giro di Sicilia auf den 5. Platz seiner Klasse. Da das Marzotto-Team inzwischen über den neueren Ferrari-Rennsportwagen mit der Chassisnummer 024MB verfügte, erhielt letzterer im August den 2,5-Liter-Motor und der Fontana-Ferrari 012I einen mit 2,1 Liter Hubraum. Bei weiteren Rennen der Saison war ein Start der Brüder Fernando und Alfredo Mancini zu verzeichnen, unter Bracco ein Gesamtsieg beim Bergrennen Fasano–Selva di Fasano und ein Start beim Grand Prix von Pescara, am 9. September ein Gesamtsieg unter Franco Comotti auf dem Grenzlandring im Rheinland sowie unter José Froilán González ein 6. Platz im Gesamtklassement des Grand Prix’ von Modena. In der Saison 1952, der inzwischen fünften des Rennsportwagens, folgten noch zwei Starts von Franco Comotti und ein weiterer, möglicherweise von Carlo Mancini.

#### Die Fontana-Barchetta von 1953 bis heute
Im Folgejahr erwarb der Italiener Martino Severi von den Marzotto-Brüdern insgesamt zehn Ferrari-Rennsportwagen, darunter den Fontana-Ferrari 012I, sowie Renntransporter und Ersatzteile; während er einzelne Fahrzeuge an die rennfahrenden Brüder Mancini aus Rom weiterverkaufte, behielt er den Fontana-Ferrari und ließ bald darauf das Fahrgestell sowie die Karosserie kürzen. Für den April 1955 ist ein Start beim XV. Giro di Sicilia verzeichnet, nun mit einem Vierzylinder-Reihenmotor aus einem Alfa Romeo 1900, ehe das Fahrzeug für längere Zeit aus dem öffentlichen Fokus verschwand.
Im Jahr 1970 tauchte es in Bergamo wieder auf und erhielt einen Ferrari-Formel-2-Motor mit 2,0 Liter Hubraum. Später ging es durch die Hände mehrerer Eigentümer in Italien, Frankreich und der Schweiz, darunter zweimal Willy Felber mit seinem Unternehmen Haute Performance SA in Morges (1975 und 1977/78). Unter zwei Italienern nahm der Fontana-Ferrari 012I im Juni 1977 nochmal an der Mille Miglia teil sowie 1979 mit dem Fahrer Pierre de Siebenthal beim Coupe de l’Age d’Or im französischen Montlhéry und beim AvD-Oldtimer-Grand-Prix auf dem Nürburgring. 1976 war der Rennsportwagen ein erstes Mal restauriert worden, zeitaufwendig ein weiteres Mal in den 1990er-Jahren, jeweils in Italien. Im Jahr 1999 erwarb ein US-amerikanischer Sammler aus San Francisco, Kalifornien das Fahrzeug und ließ es abermals aufwendig restaurieren. Im März 2012 stellte das Auktionshaus RM Auctions den Fontana-Ferrari auf der Fachmesse Techno-Classica in Essen aus; damit bereitete es seine Auktion in Monaco zwei Monate später vor. Der Schätzpreis lag bei 1,1 bis 1,8 Millionen Euro. Nachdem das Höchstgebot zunächst nicht ausgereicht hatte, kam im Nachverkauf eine Einigung auf 1.010.000 Euro zustande. Der Erwerber, ein Sammler aus Ohio, verkaufte das Fahrzeug im Juni 2019 zu einem nicht genannten Preis weiter nach Italien.

#### Beschreibung und Einordnung der Fontana-Barchetta
In mehrfacher Hinsicht ähnelt die Fontana-Barchetta den Barchetta-Ausführungen der Carrozzeria Touring aus Mailand, so insbesondere im Bereich der Front und des Hecks, aber auch der Motorhaube und der seitlichen Metallsicke an der Oberkante der Radläufe. Charakteristische, eigenständige Merkmale sind hingegen die kurzen Karosserieüberhänge vorne und hinten sowie die im unteren Karosseriebereich deutlich stärker eingezogenen Flanken.

### Ferrari 166/212 MM Fontana Berlinetta „l’Uovo“ (Reggiani), 024MB
Der zweite von Fontana karossierte Ferrari hatte die Chassisnummer 024MB. Die Fontana-Karosserie erhielt er in der zweiten Hälfte des Jahres 1950 und er trägt sie in restaurierter Form bis heute.

#### Vorgeschichte: 1950 alsTouring Barchettader Scuderia Marzotto
Im Februar 1950 hatte Ferrari das rechtsgelenkte Fahrzeug mit der Chassisnummer 024MB und der Motornummer 0024M als 166 MM Touring Barchetta an die Scuderia Marzotto SpA in Valdagno ausgeliefert. Seine Rennpremiere hatte der weiße Rennsportwagen mit Touring-Karosserie am 2. April 1950 unter Umberto Marzotto beim X. Giro di Sicilia, zugleich der 34. Targa Florio, der jedoch mit einem Kupplungsschaden am Fahrzeug ausfiel. Zwei Wochen später trat er gemeinsam mit Franco Cristaldi bei der Mille Miglia an; sie verunglückten schwer, wobei der offene Wagen in zwei Teile zerrissen wurde.

#### Neuaufbau alsBerlinetta „l’Uovo“und Renneinsätze 1951–53
Im Juli 1950 baute das Rennsportteam das Chassis unter Beibehaltung der Fahrgestellnummer neu auf; im Auftrag der Marzotti-Brüder entwarf der Designer Reggiani eine markante, atypische Berlinetta-Karosserie mit zwei Sitzen, die offiziell mitunter als „Jet“ bezeichnet wird, damals wie heute aber primär als „l’Uovo“ („das Ei“) bekannt wurde. Während in der Literatur früher mitunter davon ausgegangen wurde, dass Reggiani die ungewöhnlich rundliche Karosserie auch selbst gebaut habe, besteht heute weitgehende Einigkeit, dass der Aufbau maßgeblich von der Carrozzeria Paolo Fontana realisiert wurde.
Für die Rennsportsaison 1951 erhielt die Berlinetta den Zwölfzylinder-V-Motor eines Ferrari 212 Export mit gut 2,5 Liter Hubraum, vermutlich aus dem ebenfalls zur Scuderia Marzotto gehörenden Ferrari mit der Chassisnummer 0084E. Seine Rennpremiere in dieser neuen Konfiguration hatte das Fahrzeug am 1. April 1951 unter Giannino Marzotto und Marco Crosara beim XI. Giro di Sicilia, sie schieden jedoch mit einem Schaden am Differentialgetriebe aus. Vier Wochen später trat die gleiche Paarung bei der Mille Miglia an, schied hier jedoch mit einem Reifenschaden aus. Der erste Erfolg, ein Gesamtsieg, gelang schließlich in gleicher Besetzung bei der III. Coppa della Toscana am 3. Juni, gefolgt von einem zweiten Platz im Gesamtklassement des II. Circuito Internacional do Porto vierzehn Tage später unter Vittorio Marzotto. Im August ersetzte das Team den 2,5-Liter-Motor, der wieder in das Chassis mit der Nummer 0084E eingebaut wurde, durch den Ferrari 166 F2/50-Motor aus dem Chassis mit der Nummer 012I, das von 2,0 auf gut 2,3 Liter Hubraum vergrößert wurde.
Die Saison 1952 verlief für „l’Uovo“ durchwachsen: Bei der Mille Miglia im Mai schieden Guido Mancini und Adriano Ercolani ebenso aus wie Fabrizio Serena di Lapigio und Guido Mancini beim 12-Stunden-Rennen von Pescara; dagegen gewann Giulio Cabianca im Juli das Bergrennen Trient – Bondone mit der Tagesbestzeit und Guido Mancini errang im September den 4. Gesamtrang beim Großen Preis auf der AVUS in Berlin. Anschließend erhielt die Fontana-Berlinetta einen 2,5-Liter-Motor aus dem Ferrari 212 Inter mit der Chassisnummer 0107ES und wurde 1953 für einen Start bei der Carrera Panamericana nach Mexiko verschifft, an der sie dann aber doch nicht teilnahm.

#### Die Fontana-Berlinetta von 1953 bis heute
Die Scuderia Marzotto verkaufte das Fahrzeug noch 1953 an einen Mexikaner. Dieser gab die Berlinetta an den Rennfahrer Ignacio Lozano aus Newport Beach, Kalifornien weiter, der sie – letztlich ohne nennenswerte Erfolge – in den Vereinigten Staaten bei mehreren Rennen 1954 und einem 1956 meldete. In den folgenden Jahrzehnten ging der Rennsportwagen durch die Hände mehrerer US-Amerikaner; nachdem eine erste Restaurierung 1964 nur begonnen worden war, wurde sie ab 1981 im Vereinigten Königreich durchgeführt. Seit 1986 gehört das Fahrzeug einem anonym gebliebenen Mailänder, der es mit Ausnahme zweier Jahre bis 1997 zehnmal mit wechselnden Mannschaften an der Mille Miglia teilnehmen ließ. Weitere Veranstaltungen waren die Coppa d’Oro delle Dolomiti 1993 und 50 Anni Ferrari 1997. Für rund zwanzig Jahre verschwand der Rennsportwagen aus dem öffentlichen Fokus. Für den August 2017 wurde dessen Versteigerung durch das Auktionshaus RM Sotheby’s in Monterey in Kalifornien angekündigt, in deren Vorfeld zahlreiche Presse- und Internetberichte zu dem Einzelstück veröffentlicht wurden. Der Verkauf erfolgte für 3.840.750 Euro an einen bislang unbekannten Sammler.

#### Beschreibung und Einordnung der Fontana-Berlinetta
Die rundliche Form der Reggiani-Fontana-Berlinetta ist sehr ungewöhnlich. An der Front dominiert der runde Kühlergrill, an den sich ein Grundkörper mit rundlichem Querschnitt anschließt. Die vorderen Kotflügel sind jeweils rundlich-pontonartig ausgeformt und ragen weiter nach vorne als der Grundkörper. Markant sind ferner die geschwungene Gürtellinie, die über den Hinterrädern nochmal ansteigt und durch eine zweifarbige Lackierung weiter betont wird. Die stark gewölbte Windschutzscheibe ist zweigeteilt und der Dachaufbau mit Fließheck aus aerodynamischen Gründen nach hinten stark eingezogen. Berichten zufolge soll Enzo Ferrari das spezielle Design der Berlinetta missfallen haben.

### Ferrari 340 America Fontana Spider, 0030MT

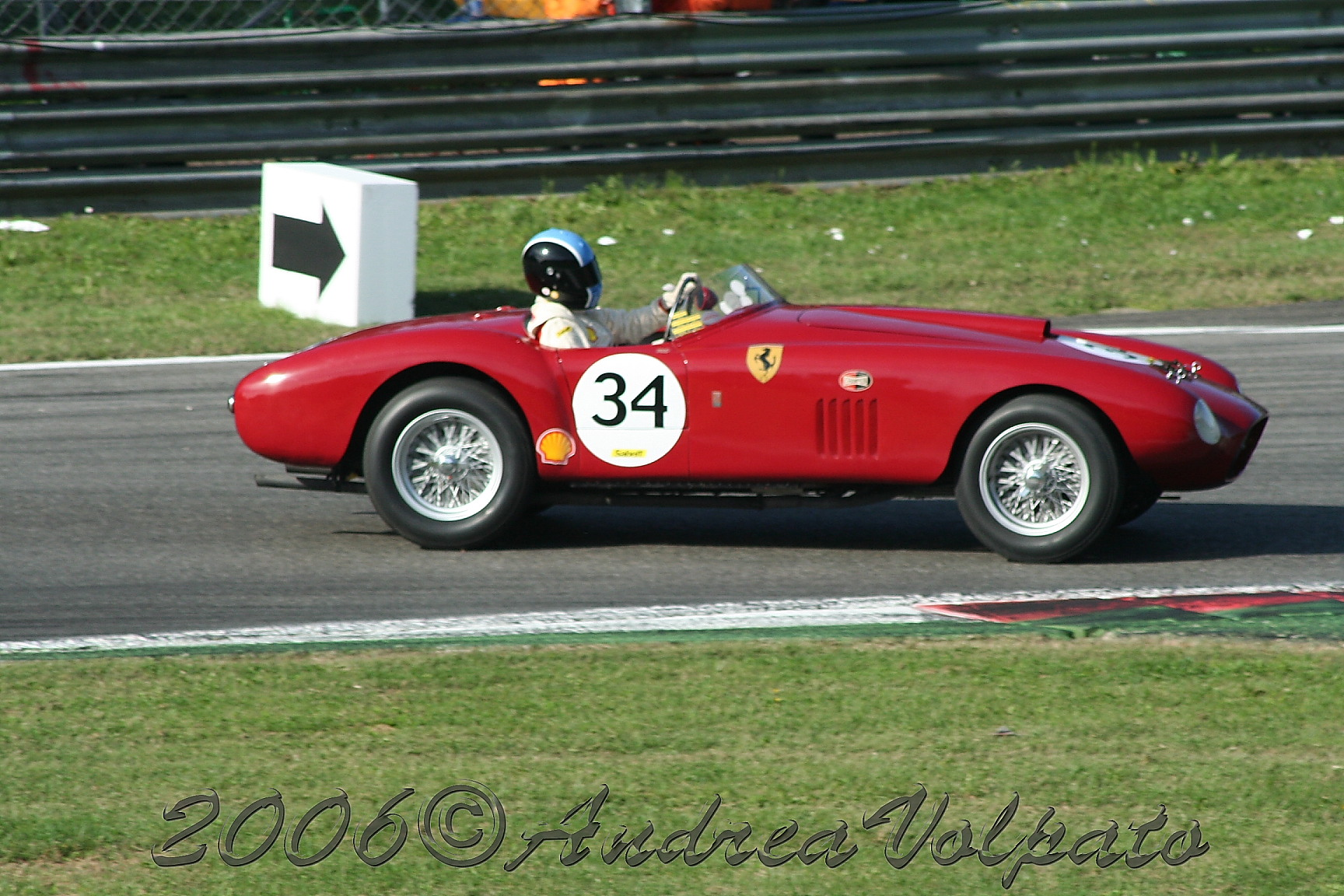
Der Ferrari 340 Spider mit der Chassisnummer 0030MT; die seit 1954/55 verwendete Scaglietti-Karosserie ersetzte die vorherige Fontana Spider-Karosserie

Der dritte von Fontana karossierte Ferrari hatte die Chassisnummer 0030MT. Die Fontana-Karosserie erhielt er um den Jahreswechsel 1951/52 und behielt sie bis etwa Ende 1954 / Anfang 1955, als sie durch eine neue von Scaglietti ersetzt wurde.

#### Vorgeschichte: 1950 als275S/340 America Touring Barchettader Scuderia Ferrari
Ferrari hatte den Rennsportwagen im Frühjahr 1950 als 275S America Touring Barchetta fertiggestellt und dem hauseigenen Rennsportteam Scuderia Ferrari übergeben. Das rechtsgelenkte Fahrzeug war der erste Ferrari-Sportwagen mit dem neuen, von Aurelio Lampredi konstruierten Longblock-Zwölfzylinder-V-Motor mit 3,3 Liter Hubraum. Nach einem kurzen Test auf öffentlichen Straßen um Maranello hatte der offene Sportwagen sein Renndebüt für das Werksteam im April 1950 bei der Mille Miglia; das Duo Alberto Ascari / Senesio Nicolini schied jedoch durch Unfall aus. Eine Woche später bestritt einer der Marzotto-Brüder für das Werksteam die Coppa d’Oro di Sicilia in Syrakus. Auf ein weiteres Rennen in Vila Real unter Bracco folgte ein Neuaufbau mit modifizierter Touring-Karosserie und der Umrüstung auf den weiter vergrößerten Motor 340/01 mit 4,1 Liter Hubraum. In dieser Form präsentierte Ferrari den Rennsportwagen im Oktober 1950 als eine der Hauptattraktionen auf dem Pariser Autosalon; unklar ist, ob derselbe Wagen auch im April 1951 auf dem Turiner Autosalon gezeigt wurde.

#### Erwerb durch Marzotto, Umbau durch Fontana und Renneinsätze 1951–52
Bereits Ende 1950 hatte Giannino Marzotto den Sportwagen erworben; unter Vittorio Marzotto (mit wechselnden Copiloten) sowie Giovanni Bracco und Giannino Marzotto setzte das Marzotto-Team den Wagen in der Saison 1951 noch mit Touring-Karosserie bei zehn Rennveranstaltungen ein: Ausfälle gab es unter anderem bei der Mille Miglia, dem Großen Preis von Portugal, der Coppa d’Oro delle Dolomiti und der 35. Targa Florio; Erfolge waren unter anderem Klassensiege bei der III. Coppa della Toscana sowie Bergrennen. Nach Saisonende ließ die Scuderia Marzotto die Barchetta-Karosserie von Touring durch eine von Paolo Fontana ersetzen; Gründe waren vermutlich ein Unfall von Giannino Marzotto bei der Coppa Adriatica in Senigallia im August sowie ein Ausfall wegen eines defekten Stoßdämpfers bei der Targa Florio im September.
Trotz Meldung zum XII. Giro di Sicilia trat Giannino Marzotto im März 1952 noch nicht mit dem neu aufgebauten Sportwagen an. Bei der Mille Miglia im Mai schieden Gianfranco Comotti und Oreste Ronchi aus, ebenso Piero Carini im Juni beim Großen Preis von Monaco, woraufhin der Motor im Werk repariert werden musste. Drei Wochen später gelang ihm mit dem 5. Platz beim Großen Preis von Portugal die erste Zielankunft. Im Juli konnte Giannino Marzotto bei der VI. Coppa d’Oro delle Dolomiti noch einen 2. Rang verbuchen; danach schieden die Fahrer des Fontana-Spiders jedoch gleich viermal hintereinander aus, darunter beim 12-Stunden-Rennen von Pescara und dem Großen Preis von Bari.

#### Der Spider (inklusive Umbau durch Scaglietti) von 1953 bis heute
Im Mai 1953 verkaufte die Scuderia Marzotto den Rennsportwagen an einen Venezianer; trotz Meldung zur Mille Miglia im Mai 1954 erschien das Fahrzeug dort nicht. Stattdessen ließ es der Italiener mit einem neuen Spider-Aufbau der Carrozzeria Scaglietti versehen. Danach hatte der Rennsportwagen mehrfach neue Eigentümer in Mailand, Rom und Neapel. Allein die Scuderia Cotrone unternahm im Juni 1957 nochmal den Versuch, das inzwischen sieben Jahre alte Fahrzeug in einem Rennen einzusetzen, konnte sich aber nicht für das 500-Meilen-Rennen von Monza qualifizieren. Im Juli 1958 erwarb ein US-Amerikaner aus Vermont den Ferrari 340 Scaglietti Spider und verkaufte ihn 1961 an den Ferrari-Enthusiasten Peter Markowski aus Vergennes in Vermont.
Er behielt den Rennsportwagen bis 1999 und restaurierte ihn aufwendig. Erst 1984 präsentierte er das Fahrzeug bei einem Concours d’Elegance, dann erst wieder in den 1990er-Jahren. Von 2005 bis 2010 setzte der Aachener Unternehmer und Ferrari-Sammler Michael Willms den Spider erfolgreich im historischen Motorsport ein. Seit 2010 gehörte er dem Münchener Unternehmer und Sammler Alexander Rittweger (Loyalty Partner, Payback), der es im August 2015 über RM Auctions in Monterey versteigern ließ. Bei einem Schätzpreis von 7,5 bis 10 Millionen US-Dollar wechselte der Spider für 7.975.000 Dollar in das Eigentum eines weiteren Deutschen, des Vorstandsvorsitzenden der Deutschen Vermögensberatung AG Andreas Pohl, der damit die Mille Miglia 2016 bestritt. Noch im Juli 1999 hatte das Fahrzeug innerhalb der USA für „nur“ eine Million Dollar den Eigentümer gewechselt.

#### Beschreibung und Einordnung des Fontana-Spiders
Die Fontana-Spider-Karosserie aus der ersten Hälfte der 1950er-Jahre blieb nicht erhalten. Stilistisch erinnert sie in einzelnen Punkten an Aufbauten der Carrozzeria Vignale sowie den 212 Export Fontana Spider mit der Chassisnummer 0086E.

### Ferrari 212 Export Fontana, 0086E
Der Ferrari 212 Export mit der Chassisnummer 0086E ist das einzige Fahrzeug, das von Beginn an mit einem Aufbau der Carrozzeria Paolo Fontana versehen war. Eine Sonderstellung nimmt es auch dadurch ein, dass es als einziges gleich mehrfach von Fontana neu eingekleidet wurde.
Im Jahr 1951 erwarb die Scuderia Marzotto in Valdagno den rechtsgelenkten Wagen als fahrbereites Chassis ohne Karosserie; der Motor mit der Nummer 0086E hatte die sportliche Auslegung mit drei Vergasern. Ferrari lieferte das Fahrzeug am 2. Februar 1951 aus.

#### Fontana „Carretto Siciliana“ (und Vignale Spyder)
Am 17. März 1951 erhielt der Sportwagen bei Fontana eine zweisitzige, besonders schlichte Spyder-Karosserie, die als "Carretto Siciliano" bezeichnet wurde. Formal erinnerte sie mit freistehenden Rädern und abgesetzten kleinen Kotflügeln den von Ansaloni eingekleideten Ferrari 166 Spyder Corsa-Modellen der späten 1940er-Jahre. Warum die Marzotto-Brüder diese vielfach als veraltet und unattraktiv beurteilte Karosserieform wählten, ist unklar. Möglicherweise war es der Zeitdruck vor den ersten geplanten Rennen. Am 1. April 1951 gelang Vittoria Marzotto gemeinsam mit Paolo Fontana als Beifahrer der Gesamtsieg beim XI. Giro di Sicilia.
Im Mai 1951 begannen die Marzotto-Brüder mit der Umarbeitung des Rennsportwagens für die kommenden Rennen: Zur Verbesserung der Standfestigkeit erhielt er vorübergehend den 2,5-Liter-Motor mit nur einem Vergaser aus dem Ferrari 212 Export mit der Chassisnummer 0076E, ferner erhielt er von der Carrozzeria Vignale eine herkömmliche Spyder-Karosserie im Pontonstil, die derjenigen des Fahrzeugs 0076E ähnelte. In dieser Konfiguration errangen Vittorio Marzotto im Juni den 2. Platz im Gesamtklassement des Grand Prix von Portugal in Boavista, Giovanni Bracco im Juli den Gesamtsieg in Vila Real und das Duo Bracco / Cornacchia den 2. Gesamtrang bei der 35. Targa Florio.

#### Fontana „Shooting Break“
Im Anschluss beauftragten die Marzotto-Brüder Paolo Fontana mit der Überarbeitung des Vignale-Spyders: Für die geplante Teilnahme als Servicefahrzeug für die Carrera Panamericana in Mexico erhielt der Sportwagen einen neuen, hohen Dachaufbau samt senkrechtem Heck und großer Klappe im Kombi- bzw. Shooting-Break-Stil; es war der erste bekannte Kombiumbau eines Ferrari überhaupt. Zu einem Einsatz in Übersee kam es allerdings nicht.

#### Fontana „Spyder“
Noch zur Jahreswende 1951/52 erhielt der Ferrari 212 abermals eine neue Karosserie, die inzwischen vierte in nicht einmal zwölf Monaten. Paolo Fontana kreierte eine Spyder-Karosserie mit seitlich ungewöhnlich stark eingezogenen Flanken. Allerdings schied Sergio Sighinolfi im März 1952 sowohl beim XII. Giro di Sicilia wie auch der Coppa d’Oro di Sicilia in Syrakus aus; bei der Mille Miglia im Mai erreichten Fabrizio Serena di Lapigio und Walter Piccolo durch einen Fahrzeugbrand ebenfalls nicht das Ziel.
Die Marzotto-Brüder verkauften das Fahrzeug an den Rennfahrer Guido Mancini aus Rom, der es wieder instand setzte. Bei der Targa Florio im Juni schied er aus, bei der VI. Coppa d’Oro delle Dolomiti erreichte er zumindest das Ziel mit Rang 5 seiner Klasse beziehungsweise Rang 12 im Gesamtklassement.
Im August 1952, 15 Monate nach der Auslieferung, ließ Mancini den Ferrari 212 Export abermals neu einkleiden, wiederum als zweisitzigen Spyder, nun aber mit eher konventioneller Linienführung. Auch dieser Aufbau wird überwiegend der Carrozzeria Paolo Fontana zugerechnet. Diese fünfte Karosserie trägt das Fahrzeug in modifizierter und restaurierter Form bis heute. Die Scuderia Mancini setzte es noch bis August 1953 ein; größter Erfolg war der Klassensieg beim IV. Giro delle Calabrie im August 1952 unter Guido Mancini und seinem Bruder Carlo.
Seit 1958 ist der Ferrari 212 Export Fontana Spyder in den Vereinigten Staaten. Mancini verkaufte ihn an einen US-amerikanischen Rennfahrer aus Kalifornien, der in der Saison 1959 mit dem inzwischen acht Jahre alten Rennsportwagen ohne größeren Erfolg bei mehreren Rennen des SCCA und USAC vor allem in Watkins Glen antrat. Ein Ferrari-Liebhaber aus New Hampshire hielt den Wagen von 1965 bis 2005, ehe er zu dem Sammler und Restaurator Peter Markowski aus Vermont kam. Seit 2007 ist das Fahrzeug – inzwischen aufwendig restauriert – im Eigentum eines Sammlers aus Pennsylvania; 2010 sowie 2011 nahm er mit ihm an der Mille Miglia teil, erhielt eine Auszeichnung bei der angesehenen Schau XX. Cavallino Classic und präsentierte das Fahrzeug 2012 beim Amelia Island Concours d’Elegance.

### Ferrari 212 Export Barchetta, 0084E
Deutlich geringer war der Anteil der Carrozzeria Fontana beim Aufbau des Ferrari 212 Export Barchetta mit der Chassisnummer 0084E. Ferrari lieferte das fahrfähige Chassis mit Motor, aber ohne Karosserie im Februar 1951 an Giannino Marzotto bzw. die Scuderia Marzotto aus. Paolo Fontana kleidete es mit einer offenen zweisitzigen Karosserie ein, wobei er Front- und Heckbleche der Touring Barchetta mit der Chassisnummer 024MB nutzte, die im April 1950 bei der Mille Miglia verunglückt war und schwere Schäden erlitten hatte. Die Scuderia Marzotto nutzte den Sportwagen über drei Jahre hinweg im Motorsport, ehe sie ihn 1953 innerhalb Italiens weiterverkaufte. Von 1957 bis 1993 gehörte er nacheinander mehreren US-Amerikanern. Das Fahrzeug existiert bis heute, inzwischen aufwendig restauriert und unter einem deutschen Eigner, der es gelegentlich bei der Mille Miglia einsetzte und bei Concours d’Elegances vorführte.

### Lancia Aurelia B24 Cupoletta Rigida

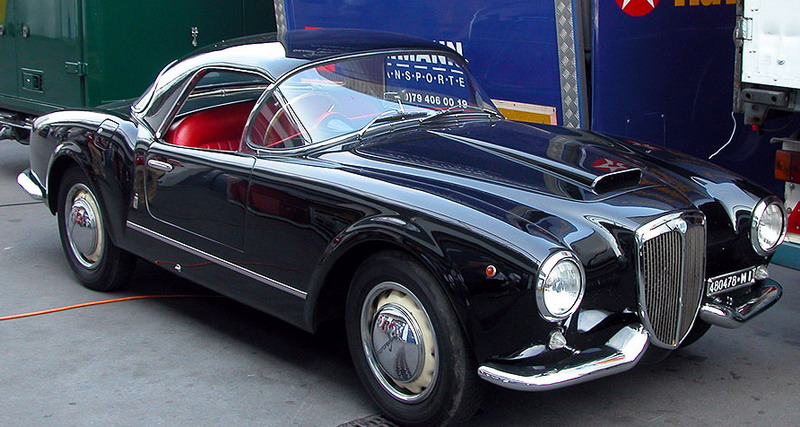
Ein Lancia Aurelia B24 Spider mit aufgesetztem Hardtop der Carrozzeria Paolo Fontana

Für den Lancia Aurelia B24 Spider fertigte Fontana ab Mitte der 1950er-Jahre abnehmbare Hardtop-Aufsätze, je nach Quelle in etwa 20 bis 25 Exemplaren. Sie gehören heute zu den seltensten und gesuchtesten Zubehörteilen dieses Modells, das damit unter Sammlern ebenfalls bereits Preise über eine Million Dollar erzielte.